# Carlton Landing
Carlton Landing est une ville du comté de Pittsburg, dans l'État d'Oklahoma, aux États-Unis,. La ville est créée le 21 octobre 2013 et compte 56 habitants.